# Jan Halvarsson
Jan Ivar Halvarsson (* 26. Dezember 1942 in Östersund; † 5. Mai 2020 in Hammerdal) war ein schwedischer Skilangläufer.

## Werdegang
Halvarsson, der für den Föllinge IK und den Hammerdals IF startete, hatte seinen ersten internationalen Erfolg bei den Olympischen Winterspielen 1968 in Grenoble. Dort gewann er die Silbermedaille mit der Staffel. Zudem belegte er den 12. Platz über 30 km, den siebten Rang über 50 km und den fünften Platz über 15 km. Bei den nordischen Skiweltmeisterschaften 1970 in Štrbské Pleso holte er die Silbermedaille mit der Staffel. Im selben Jahr wurde er Dritter beim Wasalauf. Bei schwedischen Meisterschaften siegte er im Jahr 1968 über 50 km. Zudem wurde er Meister 1965 und 1967 mit der Staffel von Föllinge IK und im Jahr 1969 mit der Staffel von Hammerdals IF.